# Красногрудый сокол
Красногрудый сокол (лат. Falco deiroleucus) — вид птиц из семейства соколиных.

## Распространение
Ареал простирается от южной части Мексики до севера Аргентины.

## Описание
Соколы среднего размера. Длина тела 35—40 см, вес 325—700 г. Оперение аналогично таковому у Falco rufigularis, считается, что Falco deiroleucus наиболее близкие родственники с этим видом.

## Биология
Эти соколы — хищники, охотящиеся на птиц. Представители вида намеренно врезаются в листья деревьев, на которых скопилась вода, устраивая себе своеобразное купание.

## Охранный статус
МСОП присвоил таксону охранный статус NT.